# Jean Domercq
Pour les articles homonymes, voir Domercq.

a Compétitions nationales et continentales officielles uniquement.

b Matchs officiels uniquement.
Jean Domercq est un joueur français de rugby à XV, né le 20 décembre 1886 à Orthez et décédé le 25 octobre 1961 dans la même ville. Il est l'ainé d'une fratrie de quatre garçons, Auguste, Louis et Jean. Leur père est Jules Domercq, banquier orthézien.
International à deux reprises avant la Première Guerre mondiale face à l'Ecosse et à l'Irlande durant le Tournoi des Cinq Nations 1912 . Domercq est l'international N° 82 de l'histoire du XV de France, et son activité militaire le priva d'un bon nombre d'autres sélections comme international de guerre.
Domercq est mobilisé durant le conflit et devient Capitaine du 502e régiment de chars de combat. Conducteur de tank, il échappe de justesse à la mort au Chemin des Dames. Sergent en 1914, il devient lieutenant en 1917, et a été surnommé le « pasteur des tanks ».
Jean Domercq devient président de la Commision rugby de l'US Orthez en 1911.
Il survit et participe au match face à l'armée néo-zélandaise en 1918. Il reçoit la légion d'honneur cette même année. Domercq se marie à Orthez en 1919.
Domercq prend sa retraite en 1920

## Carrière en club

### JS Orthez (jusqu'en 1907)
Jean Domercq découvre le rugby à la Jeunesse Sportive Orthézienne, future US Orthez, dont il est le capitaine en 1906. Il reste profondément attaché à l'US Orthez, son véritable club de coeur.

### Section paloise (1907-1910)
L'année suivante, en 1907, Jean Domercq rejoint le Section paloise avec ses frères Louis et Auguste, et se fait rapidement remarquer,.
En parallèle, il est affecté au 18e RI. Domercq devient rapidement capitaine de l'équipe.

Domercq est notamment titulaire lors du match d'inauguration du Stade de la Croix du Prince le 16 octobre 1910.

### Aviron bayonnais (1910-1914)
Béarnais, Jean Domercq pourquit néanmoins sa carrière chez les basques de l'Aviron bayonnais. À Bayonne, Domercq bénéficie des conseils de Owen Roe aux côtés de son ami rencontré à la Section, le barétounais Henri Foueillassar, et du palois de naissance Fernand Forgues. Outre Foueilllassar et Domercq, l'Aviron attire dans ses filets le capitaine du Biarritz-Stade Lafitte. Bayonne est champion de France en 1913. Il dispute la finale face au SCUF au poste d'ailier.

### Racing Club de France (1914-1918)
Pendant la Grande Guerre, Jean Domercq évolue au Racing Club de France afin d'être proche du front. Domercq remporte la Coupe de l'Espérance en 1918, et fut international de guerre face à la Nouvelle-Zélande lors de la courte défaite de la France 3 à 5.

### AS Béziers (1918-1920)
Une fois le conflit terminé, Domercq resta dans l'armée, affecté à Béziers où il fit deux saisons avec l'Association sportive de Béziers. Il fut également champion de France militaire en 1921. Il aurait déjà pu l'être en 1920, s'il ne s'était pas rendu auprès de son épouse qui donnait naissance à sa fille.

## Carrière internationale
Jean Domercq est sélectionné à 2 reprises en Équipe de France de rugby à XV lors du Tournoi des Cinq Nations 1912. Jean Domercq a disputé son premier match le 1er janvier 1912 contre l'Irlande, et le second le 20 janvier contre l'Ecosse au Stade d'Inverleith.